# St. Paul Open Invitational
O St. Paul Open Invitational, que teve o nome de Saint Paul Open de 1930 até 1956, e de Minnesota Golf Classic entre 1966 e 1969, foi um torneio de golfe no calendário do PGA Tour, disputado no Keller Golf Course em Saint Paul, Minnesota, de 1930–1966 e 1968; no Hazeltine National Golf Club de Chaska, Minnesota, em 1967; e no Braemar Golf Course em Edina, Minnesota, em 1969.

## Campeões
Minnesota Golf Classic
- 1969 – Frank Beard
- 1968 – Dan Sikes
- 1967 – Lou Graham
- 1966 – Bobby Nichols

St. Paul Open Invitational
- 1965 – Raymond Floyd
- 1964 – Chuck Courtney
- 1963 – Jack Rule Jr.
- 1962 – Doug Sanders
- 1961 – Don January
- 1960 – Don Fairfield
- Não houve torneio em 1959
- 1958 – Mike Souchak
- 1957 – Ken Venturi

St. Paul Open
- 1956 – Mike Souchak
- 1955 – Tommy Bolt
- Não houve torneio em 1954
- 1953 – Shelley Mayfield
- 1952 – Cary Middlecoff
- 1951 – Lloyd Mangrum
- 1950 – Jim Ferrier
- Não houve torneio em 1949
- 1948 – Jimmy Demaret
- 1947 – Jim Ferrier
- 1946 – Henry Ransom
- 1945 – E.J. "Dutch" Harrison
- Não houve torneio em 1943–1944 por causa da Segunda Guerra Mundial
- 1942 – Chick Harbert
- 1941 – Horton Smith
- 1940 – Ed Oliver
- 1939 – Dick Metz
- 1938 – Johnny Revolta
- 1937 – Sam Snead
- 1936 – Harry Cooper
- 1935 – Harry Cooper
- 1934 – Johnny Revolta
- 1933 – Jim Foulis
- Não houve torneio em 1932
- 1931 – Horton Smith
- 1930 – Harry Cooper